# French Connection (hockey sur glace)
Pour les articles homonymes, voir French Connection (homonymie).
The French Connection (« La filière française ») est une ligne d'attaquants de hockey sur glace de la franchise des Sabres de Buffalo qui jouent ensemble de 1972 à 1979 dans la Ligue nationale de hockey.

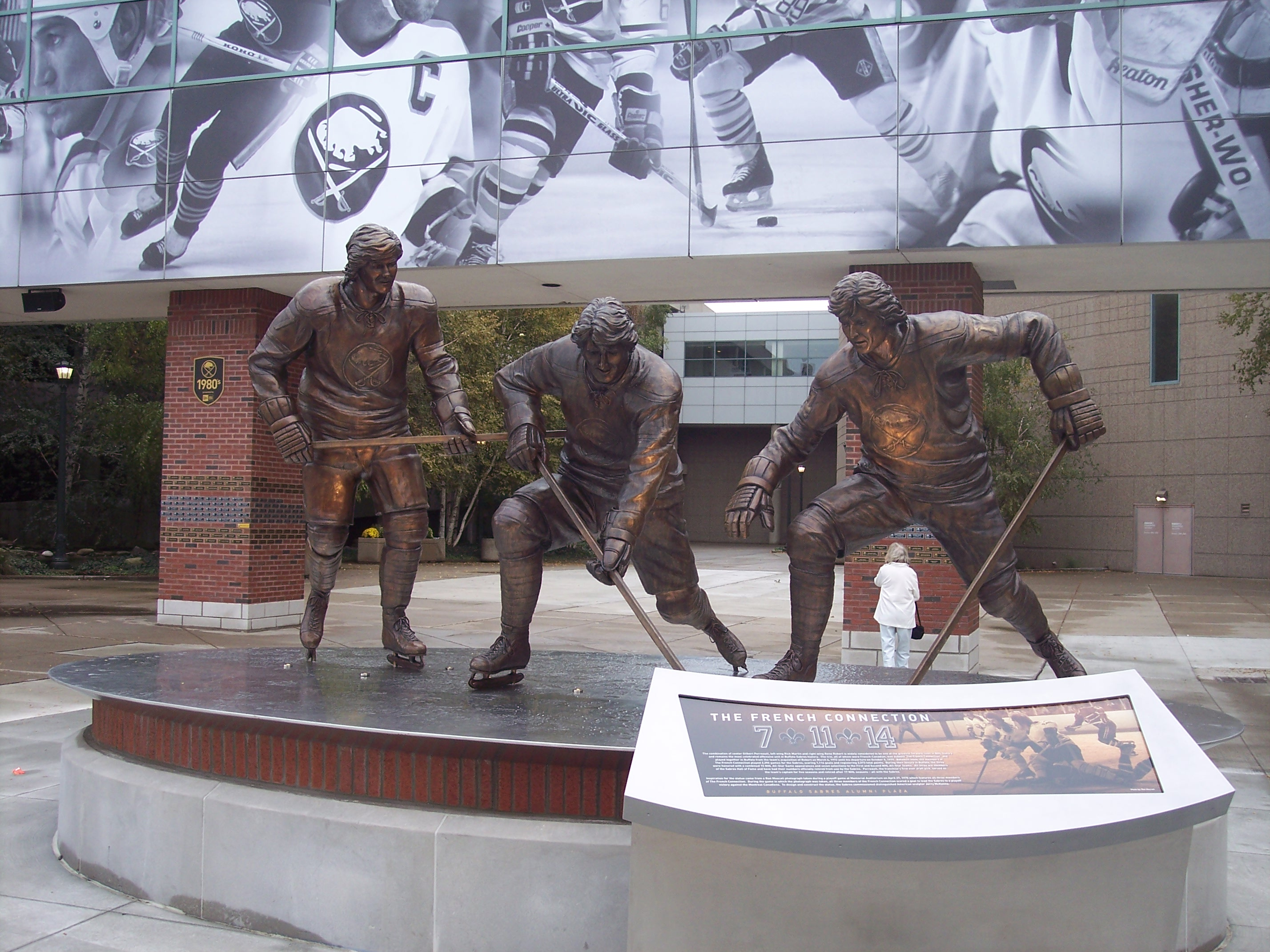
Statue de Gilbert Perreault, Rick Martin et René Robert formant la French Connection

La ligne se composait de Gilbert Perreault au centre et de Rick Martin à gauche et René Robert à droite. Les trois joueurs étaient Canadiens français du Québec ; Perreault de Victoriaville, Robert est de Trois-Rivières et Martin de Verdun. Le surnom est lié à la fois à l'origine des joueurs et au film intitulé French Connection (1971), basée sur un livre du même nom.
Le trio excella ensemble, chacun étant nommé au moins une fois dans l'Équipe d'étoiles de la Ligue nationale de hockey et au moins deux fois pour le Match des étoiles de la Ligue nationale de hockey lorsqu'ils jouaient ensemble sur les sept saisons complètes qu'ils partagèrent.
Perreault et Martin étaient les choix de premières rondes des Sabres de Buffalo dans les deux premières années de la franchise et Robert a été acquis à la fin de la deuxième saison de la franchise par l'intermédiaire d'une transaction. Les joueurs ont conduit les Sabres à la première apparition de la franchise en phase finale des séries éliminatoires et de continuer à établir de nombreux records de points dans l'histoire de la franchise.

## Annexe